# Extinció del Permià-Triàsic
L'extinció del Permià-Triàsic (abreujada P-Tr) o extinció permiana fou una extinció massiva que es produí fa aproximadament 252 milions d'anys i marca el límit entre els períodes geològics Permià i Triàsic. Es tracta de la major extinció de la història de la Terra, amb la desaparició d'un 81% de les espècies marines i un 70% de les espècies de vertebrats terrestres. És igualment l'única extinció massiva coneguda d'insectes. Es calcula que desaparegueren un 57% de totes les famílies i un 83% dels gèneres. A causa de l'enorme pèrdua de biodiversitat, la vida a la Terra trigà molt més temps (fins a 10 milions d'anys) a recuperar-se que després d'altres extincions. S'ha descrit aquest esdeveniment com «la mare de totes les extincions massives».
Encara es discuteix el patró de l'extinció, car estudis diferents suggereixen que hi pogué haver entre una i tres onades diferents. S'han proposat diversos mecanismes per explicar aquestes onades. El pic inicial probablement fou degut a un canvi climàtic gradual, mentre que els pics posteriors s'han atribuït a un esdeveniment catastròfic. Els possibles canvis graduals que haurien desembocat en el primer pic inclouen fluctuacions en el nivell del mar, anòxia, una major aridesa i alteracions del flux dels corrents oceànics com a resultat del canvi climàtic. Entre les causes potencials dels pics posteriors hi ha un impacte meteòric, un augment del vulcanisme i l'alliberament sobtat d'hidrats de metà del fons marí.

## Durada

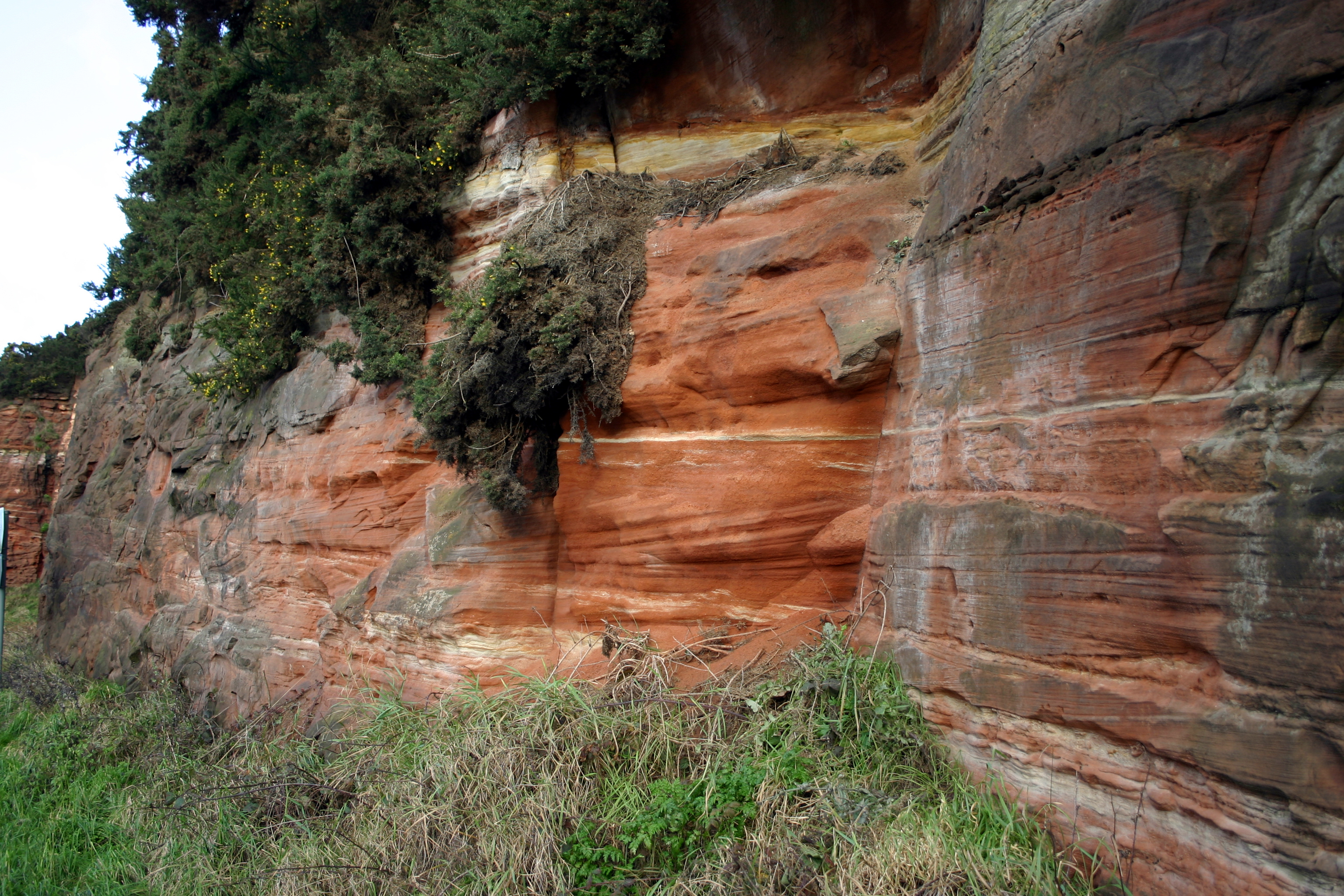
Gresos del límit P-T a Cheshire (Regne Unit)

Fa un temps, es creia que aquesta extinció havia passat de forma escalonada al llarg de diversos milions d'anys. Tanmateix, ara es pensa que va durar menys d'un milió d'anys, entre fa 252,3 i 251,4 milions d'anys (ambdós ± 300.000 anys), un període molt breu en un context geològic. Els organismes d'arreu del món, sense que importés llur hàbitat, van sofrir un ritme similar de canvi gradual. Noves proves de Groenlàndia mostren indicis d'una extinció doble, amb una extinció menys dramàtica que va tenir lloc 9 milions d'anys abans del límit Permià-Triàsic, cap al final del Guadalupià. És probable que la confusió d'aquests dos esdeveniments afavorís la teoria d'una extinció de llarga durada.

## Després de l'extinció
Durant un temps després de l'extinció, els fongs foren la forma dominant de vida terrestre. Malgrat que abans de l'extinció, i just després, només componien el 10% del registre fòssil, aviat van créixer fins a formar-ne la pràctica totalitat.

## Causes
S'han proposat moltes teories sobre la causa de l'extinció, incloent-hi moviments de les plaques tectòniques, un impacte meteòric, un vulcanisme extrem, l'alliberament de clatrats de metà dels fons marins, que van causar un efecte hivernacle, o una combinació de diversos factors. Recentment, es va descobrir un cràter d'impacte de 500 quilòmetres de diàmetre a la regió antàrtica de la Terra de Wilkes, i es pensa que està relacionat amb l'extinció.

### Tectònica de plaques
En temps de l'extinció permiana, feia (relativament) poc que tots els continents s'havien unit per formar el supercontinent de Pangea i el superoceà Pantalassa. Aquesta configuració geogràfica va reduir dràsticament l'extensió i abast dels ambients aquàtics somers, i al mateix temps va exposar organismes que sempre havien estat aïllats a la plataforma continental a la competició d'invasors d'aigües més profundes. A mesura que els sistemes epicontinentals del planeta se soldaven, molt ecosistemes marins, especialment aquells que s'havien desenvolupat aïllats, no podien sobreviure aquests canvis. La formació de Pangea hauria alterat els patrons tant de la circulació marina com del temps atmosfèric, creant monsons estacionals. Tanmateix, sembla que Pangea es va formar milions d'anys abans d'aquesta enorme extinció, i canvis molt graduals com la deriva continental per si sola, probablement no poden explicar la destrucció sobtada i simultània de la vida terrestre i marina.

### Impacte meteòric a l'Antàrtida
El juny del 2006, Ralph von Frese va anunciar el descobriment del cràter de la Terra de Wilkes a la regió de la Terra de Wilkes de l'Antàrtida occidental, que possiblement marca el lloc de l'impacte que causà l'extinció permiana. Un cràter de 500 quilòmetres de diàmetre, situat més d'un quilòmetre i mig per dessota del casquet polar, va ser descobert a partir de mesuraments de fluctuació gravitatòria duts a terme pels satèl·lits GRACE de la NASA. Aquests mesuraments van mostrar un mascon (concentració en massa de material del mantell que ha penetrat i es troba en l'escorça terrestre), i que sembla haver arribat a la seva situació entre fa 500 i 100 milions d'anys, un interval de temps que podria abastar l'extinció permiana.
Quan els científics van comparar la imatge obtinguda d'aquesta manera amb imatges fetes amb radar de la superfície sota el glaç, van veure que el mascon estava perfectament centrat dins una gorja circular d'uns 500 quilòmetres de diàmetres. El cràter de Wilkes és més de dues vegades més gran que el cràter de Chicxulub a la península del Yucatán, que marca l'impacte que podria haver extingit els dinosaures fa 65 milions d'anys. Es calcula que el meteorit de Chicxulub (probablement un asteroide) devia fer uns 10 quilòmetres de diàmetre, mentre que el de la Terra de Wilkes (un asteroide o un gran nucli cometari) podria haver arribat als 50 quilòmetres de diàmetre - quatre o cinc vegades més gran.
Els mesuraments gravitatoris també suggereixen que aquest impacte podria haver causat la fragmentació de l'antic supercontinent de Gondwana, creant el rift que més tard va empènyer Austràlia cap al nord. Fa uns 100 milions d'anys, Austràlia se separà de Gondwana i comença a derivar cap al nord, empesa per l'expansió del rift.
Quan bòlids grans impacten contra la Terra, la situació ambiental posterior debilita o mata gran part de la vida que abans hi prosperava. L'alliberament de pols i diòxid de carboni a l'atmosfera redueix la productivitat de la vida i causa una reducció del nivell d'ozó atmosfèric i també un escalfament global. L'anàlisi de les proporcions dels isòtops del carboni i bor en el registre fòssil mostra indicis d'un increment en els nivells de diòxid de carboni atmosfèric. A més, s'ha comprovat que en el material del mantell terrestre que s'expulsa durant les erupcions volcàniques hi ha iridi, un element associat amb els meteorits. Actualment, només hi ha indicis limitats i discutits sobre la presència d'iridi i shocked quarz en relació amb l'extinció permiana, malgrat que sí que hi ha bastant consens sobre la seva relació amb l'extinció K-Pg.
Si la datació estimada del cràter de Wilkes no és correcte, i va ser un impacte meteòric diferent el que desencadenà l'extinció permiana, el cràter d'aquest esdeveniment probablement ja no existiria, perquè tota l'escorça oceànica del Permià ha estat eliminat pel procés de subducció, pel que els moviments tectònics dels últims 252 milions d'anys haurien eliminat qualsevol possible cràter oceànic del P-T.
Adrian Jones, al University College London, ha modelat els efectes d'impactes a l'escorça terrestre i suggereix que, després d'un impacte, l'escorça rebota per formar un gran cràter de poca profunditat. En un impacte realment massiu, les temperatures combinades de l'impacte i del "rebot" són suficients per a desfer l'escorça. Aleshores, la lava flueix a través del forat creat i el cràter desapareix sobre una nova capa d'escorça. Si en Jones té raó, no es pot trobar el cràter de l'extinció del Permià perquè simplement no existeix.
Però anteriorment, el gèoleg John Gorter, de la companyia Agip, va trobar proves d'una estructura circular de 200 km de diàmetre anomenada Bedout, en l'escorça terrestre actualment submergida davant la costa nord-occidental d'Austràlia, i el geòleg Luann Becker, de la Universitat de Califòrnia, ho va confirmar, trobant shocked quartz i llims bretxats. La geologia de l'àrea d'aquesta plataforma continental data de finals del Permià. El cràter de Bedout també és d'una antiguitat corresponent amb un temps d'extrem vulcanisme i la fragmentació de Pangea. "Creiem que les extincions en massa es poden definir amb catàstrofes com un impacte meteòric i un gran vulcanisme simultanis en el temps", explica el Dr. Becker "Això és el que passà fa 65 milions d'anys a Chicxulub, però molts científics ho descartaren com a mera coincidència. Amb el descobriment de Bedout, no crec que poguéssim seguir dient que aquestes catàstrofes van ser una simple coincidència.", va afegir en una nota de premsa.
També s'ha proposat que una tal col·lisió podria haver escalfat les aigües oceàniques prou com per a produir "hipercans", tempestes de proporcions gegantesques amb vents que possiblement haurien sobrepassat la velocitat del so. Tot i que no és impossible, aquesta teoria té poques proves que li donin suport.

### Supernova
Una supernova que hagués tingut lloc a deu parsecs (32,6 anys llum) o menys de la Terra hauria produït prou rajos gamma per a destruir la capa d'ozó durant uns quants anys. Els rajos ultraviolada del Sol, que haurien penetrat fàcilment una atmosfera sense ozó, haurien debilitat o matat la pràctica totalitat de les espècies existents. Només les que vivien al fons dels oceans haurien romàs inafectades. L'estadística mostra que una supernova en el temps del límit P-T no seria pas improbable. Un esclat de rajos gamma (les explosions més enèrgiques de l'univers; es creu que són causats per una supernova molt massiva (hipernova) o la col·lisió de dos objectes tan densos com les estrelles de neutrons) que hagués tingut lloc a 6.000 anys llum o menys hauria tingut el mateix efecte.

### Vulcanisme
El límit P-T està marcat amb moltes erupcions volcàniques. Als traps siberians, que ara són una zona de tundra subàrtica, més de 200.000 quilòmetres quadrats quedaren coberts per rius de lava. L'erupció de lava basàltica siberiana, el procés volcànic més gran de la història de la Terra, durà milions d'anys.
La pluja àcida, un breu refredament global amb cada ratxa de vulcanisme, seguit d'un escalfament global més prolongat causat pels gasos volcànics, i altres fenòmens meteorològics relacionats amb aquestes enormes erupcions haurien amenaçat els éssers vius a escala global. Es debat sobre si l'activitat volcànica, en un període tan llarg, pot alterar el clima prou per a matar el 95% de la vida a la Terra. L'activitat volcànica afecta la concentració de gasos atmosfèrics indirectament i els gasos dissolts en l'oceà indirectament. Un increment en el diòxid de carboni hauria magnificat l'efecte hivernacle, causant un escalfament global que hauria reduït la diferència de temperatura entre l'equador i els pols. A conseqüència d'això, la circulació termohalina s'hauria anat alentint fins a aturar-se. Els oceans s'haurien estancat, i els nutrients no s'escamparien. Molts ecosistemes marins depenen de la circulació de nutrients i d'oxigen, i sense ella, els éssers vius s'haurien mort de gana o s'hagueren asfixiat. A més, el sofre i elements semblants contribueixen a un refredament, o hivern volcànic, d'una durada d'uns 3-6 mesos. Una combinació d'aquests dos efectes hauria produït un cicle de refredament en què el clima s'escalfaria i refredaria alternativament. Aquestes fluctuacions tèrmiques causarien que les aigües anòxiques de les profunditats oceàniques arribessin a la superfície; en un ambient ja prou empobrit d'oxigen, això hagués estat letal per a moltes formes de vida.
Hi ha bastants indicis que apunten cap a aquesta teoria. Les fluctuacions en la temperatura de l'aire i l'aigua són evidents en el registre fòssil, i les proporcions d'urani/tori en els sediments del Lopingià indiquen que els oceans estaven en un estat greu d'anòxia en temps de l'extinció. També hi ha molts indicadors d'activitat volcànica en el límit P-T, tot i que són similars als indicadors d'impacte meteòric en què mostren dipòsits d'iridi. La teoria volcànica té un avantatge sobre la meteòrica perquè és cert que l'erupció dels trapps siberians - l'erupció volcànica més gran de la història de la Terra - va tenir lloc en aquell temps, mentre que fins ara, no s'ha trobat cap prova directa de l'impacte d'un bòlid en temps de l'extinció.

### Acumulació de sulfur d'hidrogen en l'atmosfera
El 2005, el Dr. Lee R. Kump, un geòleg de la Universitat Estatal de Pennsilvània, va publicar una teoria, que explicava una cadena d'esdeveniments que portaren a l'extinció. Diverses erupcions volcàniques massives als trapps siberians, descrites abans, van començar a escalfar l'atmosfera. L'escalfament per sí sol no sembla haver estat prou important com per a causar una extinció en massa. Tanmateix, podria haver influït en la circulació oceànica.
L'aigua freda que es troba als pols dissol l'oxigen atmosfèric, es refreda encara més i s'enfonsa, movent-se lentament cap a l'equador, emportant-s'hi l'oxigen dissolt. Com més càlida és l'aigua, menys oxigen pot dissoldre-s'hi i més lentament es mou.
Aquesta manca d'oxigen dissolt en l'aigua hauria estat letal per a la vida marina aeròbica. Els oceans s'haurien convertit en una concentració de bacteris metabolitzadors de sulfurs i productors de sulfur d'hidrogen, que després hauria estat alliberat a l'aigua i a l'atmosfera, eliminant les plantes oceàniques i la vida terrestre. Una vegada que un procés com aquest s'hagués posat en marxa, l'atmosfera s'hauria convertit en una mescla de metà i sulfur d'hidrogen.
Les plantes terrestres prosperen amb diòxid de carboni, mentre que el sulfur d'hidrogen les mata. Un increment en la concentració de diòxid de carboni no causaria una extinció de les plantes; tanmateix, el registre fòssil mostra que les plantes també foren afectades dràsticament. El sulfur d'hidrogen també malmet la capa d'ozó, i espores fòssils de finals del Permià mostren deformitats que podrien haver estat causades per radiació ultraviolada.
El Dr. Kump i els seus col·legues estan actualment a la recerca de biomarques en els sediments oceànics. Busquen un tipus de bacteris la presència de la qual indica una manca d'oxigen en combinació amb llum solar disponible. Aquestes biomarques foren recentment descobertes en sediments d'aigües someres de temps permians per Kliti Grace i altres investigadors de la Curtin University of Technology (Austràlia).

### Una gasificació de l'hidrat de metà
El 2002, un documental de la BBC, The Day the Earth Nearly Died va resumir algunes troballes recents sobre l'extinció permiana. En Paul Wignall va examinar estrats permians a Groenlàndia, on les capes rocoses sense cap mena de vida marina tenen desenes de metres de gruix. Amb una mostra tan gran, va poder jutjar el ritme de sedimentació més acuradament i va afirmar que l'extinció completa no durà més de 80.000 anys, i que hi hagué tres fases diferents, reflectides en els fòssils animals i vegetals que contenien. Sembla que l'extinció va matar la vida terrestre i marina alternativament, i no alhora. Dos períodes d'extinció de la vida terrestre separats per un període breu d'extinció gairebé total i absoluta de la vida marina. Un procés com aquest, tanmateix, sembla massa llarg com per a haver estat causat per un impacte meteòric. La seva millor pista fou la proporció dels isòtops de carboni en les roques, que mostra un increment en la quantitat de carboni-12 al llarg del temps. L'explicació comuna per un fet així (putrefacció vegetal) no sembla suficient per a aquest cas.
El geòleg Gerry Dickens va suggerir que l'increment en el carboni-12 podria haver estat causat per surgències d'hidrat de metà glaçat des del fons oceànic. Els experiments duts a terme per a comprovar com de gran hauria d'haver estat l'augment de la temperatura de les profunditats marines suggeriren que un increment de 5 °C hauria estat suficient. Alliberat de les pressions de les profunditats abissals, l'hidrat de metà s'expandeix per a crear enormes volums de gas metà, un dels gasos hivernacle més potents. L'increment «addicional» de 5 °C en les temperatures mitjanes hauria estat suficient per a matar la pràctica totalitat de la vida terrestre. Aquesta conjectura es coneix com a hipòtesi del fusell de clatrats.
Un alliberament sobtat d'hidrat de metà també podria haver estat la causa del màxim tèrmic del Paleocè-Eocè.

### Una combinació
L'extinció permiana és una extinció sense paral·lels. Evidentment, no és fàcil destruir la pràctica totalitat de la vida sobre la Terra. La dificultat d'imaginar una única causa d'un esdeveniment d'aquesta magnitud ha conduït alguns a postular que va ser una combinació de moltes causes. Un exemple és aquest: la deriva continental crea una situació ecològica global no letal però sí precària, aleshores una supernova malmet la capa d'ozó, i un gran impacte meteòric desencadena l'erupció dels trapps siberians. L'escalfament global que en resulta allibera els dipòsits d'hidrat de metà que hi ha a les plataformes continentals de Pantalassa.
No hi ha cap manera de calcular les probabilitats que una combinació d'aquest tipus hagués tingut lloc, però que hagi pogut passar en algun moment del 4.600.000.000 anys d'antiguitat de la Terra no és impossible.